# Seznam ocenění a nominací filmu Zrodila se hvězda (2018)

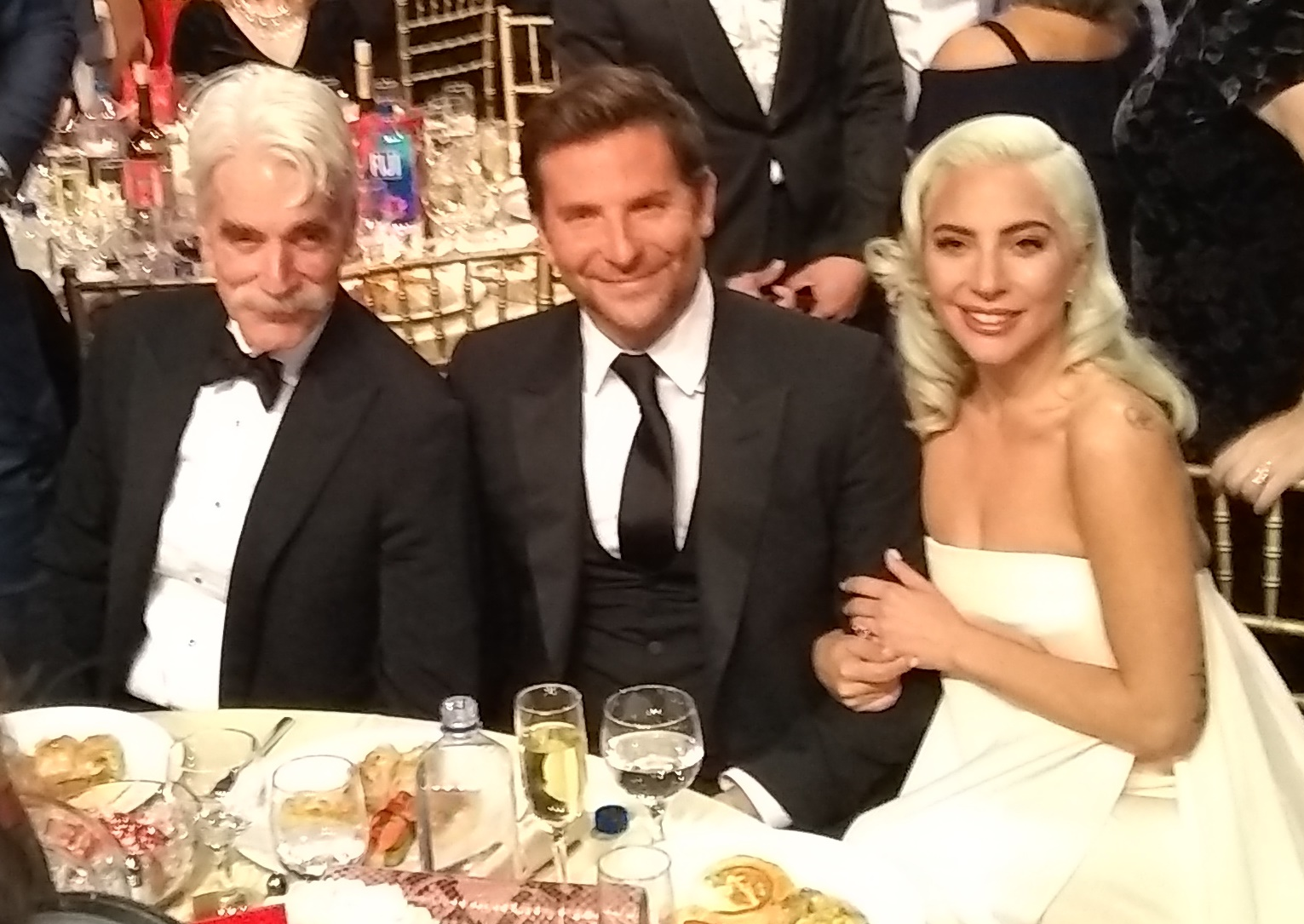
Sam Elliott, Bradley Cooper a Lady Gaga na 24. ročníku udílení Critics' Choice Movie Awards dne 13. ledna 2019

Toto je seznam ocenění a nominací filmu Zrodila se hvězda. Hlavní role ve filmu hrají Bradley Cooper a Stefani Germanotta, známější pod pseudonymem Lady Gaga. Jedná se o remake stejnojmenného filmu z roku 1937.
Film vydělal přes 423 milionů dolarů a získal pozitivní recenze od kritiků. Americký filmový institut a National Board of Review vybralo film do svého žebříčku nejlepších deseti filmů roku 2018. Získal pět nominací na Zlatý glóbus, sedm nominací na Filmovou cenu Britské akademie a osm nominací na Oscara.

## Ocenění a nominace
| Ocenění                                                      | Datum ceremoniálu  | Kategorie                                                               | Nominovaný                                                                                            | Výsledek  |
| ------------------------------------------------------------ | ------------------ | ----------------------------------------------------------------------- | --- | --------- |
| AACTA International Awards                                   | 4. ledna 2019      | nejlepší film                                                           | | nominace  |
| AACTA International Awards                                   | 4. ledna 2019      | nejlepší režisér                                                        | Bradley Cooper                                                                                        | nominace  |
| AACTA International Awards                                   | 4. ledna 2019      | nejlepší herec v hlavní roli                                            | Bradley Cooper                                                                                        | nominace  |
| AACTA International Awards                                   | 4. ledna 2019      | nejlepší herečka v hlavní roli                                          | Lady Gaga                                                                                             | nominace  |
| AACTA International Awards                                   | 4. ledna 2019      | nejlepší herec ve vedlejší roli                                         | Sam Elliott                                                                                           | nominace  |
| AARP's Movies for Grownups Awards                            | 4. února 2019      | nejlepší film                                                           | | nominace  |
| AARP's Movies for Grownups Awards                            | 4. února 2019      | nejlepší herec ve vedlejší roli                                         | Sam Elliott                                                                                           | nominace  |
| AARP's Movies for Grownups Awards                            | 4. února 2019      | výběr čtenářů                                                           | | vítězství |
| African-American Film Critics Association                    | 11. prosince 2018  | nejlepších deset filmů roku 2018                                        | | vítězství |
| Alliance of Women Film Journalists                           | 10. ledna 2019     | nejlepší herečka v hlavní roli                                          | Lady Gaga                                                                                             | nominace  |
| American Cinema Editors Awards                               | 1. února 2019      | nejlepší střih: film (drama)                                            | Jay Cassidy                                                                                           | nominace  |
| American Cinematheque Award                                  | 29. listopadu 2018 | Ocenění kinematrografie                                                 | Bradley Cooper                                                                                        | vítězství |
| Americký filmový institut                                    | 4. ledna 2019      | nejlepších deset filmů roku 2018                                        | | vítězství |
| American Society of Cinematographers                         | 9. února 2019      | nejlepší kamera: film                                                   | Matthew Libatique                                                                                     | nominace  |
| Art Directors Guild Awards                                   | 2. února 2019      | nejlepší výprava: film (současná doba)                                  | Karen Murphy                                                                                          | nominace  |
| Austin Film Critics Association                              | 7. ledna 2019      | nejlepší herec v hlavní roli                                            | Bradley Cooper                                                                                        | nominace  |
| Austin Film Critics Association                              | 7. ledna 2019      | nejlepší první film                                                     | | nominace  |
| Benátský filmový festival                                    | 8. září 2018       | ocenění Smitherovské nadace                                             | | vítězství |
| Bodil Awards                                                 | 2. března 2019     | nejlepší americký film                                                  | | nominace  |
| Filmová cena Britské akademie                                | 10. února 2019     | nejlepší film                                                           | | nominace  |
| Filmová cena Britské akademie                                | 10. února 2019     | nejlepší režisér                                                        | Bradley Cooper                                                                                        | nominace  |
| Filmová cena Britské akademie                                | 10. února 2019     | nejlepší herec v hlavní roli                                            | Bradley Cooper                                                                                        | nominace  |
| Filmová cena Britské akademie                                | 10. února 2019     | nejlepší herečka v hlavní roli                                          | Lady Gaga                                                                                             | nominace  |
| Filmová cena Britské akademie                                | 10. února 2019     | nejlepší adaptovaný scénář                                              | Eric Roth, Bradley Cooper a Will Fetters                                                              | nominace  |
| Filmová cena Britské akademie                                | 10. února 2019     | nejlepší filmová hudba                                                  | Bradley Cooper, Lady Gaga, Lukas Nelson                                                               | vítězství |
| Filmová cena Britské akademie                                | 10. února 2019     | nejlepší zvuk                                                           | Steve A. Morrow, Alan Robert Murray, Jason Ruder, Tom Ozanich, Dean A. Zupancic                       | nominace  |
| Casting Society of America                                   | 31. ledna 2019     | nejlepší casting: velkorozpočtový film (drama)                          | Mary Vernieu, Lindsay Graham a Raylin Sabo                                                            | nominace  |
| Cena Grammy                                                  | 10. února 2019     | nahrávka roku                                                           | Lady Gaga, Bradley Cooper, Benjamin Rice, Tom Elmhirst a Randy Merrill za „Shallow“                   | nominace  |
| Cena Grammy                                                  | 10. února 2019     | nejlepší píseň                                                          | Lady Gaga, Mark Ronson, Anthony Rossomando a Andrew Wyatt za „Shallow“                                | nominace  |
| Cena Grammy                                                  | 10. února 2019     | nejlepší popové duo/skupina                                             | Lady Gaga a Bradley Cooper za „Shallow“                                                               | vítězství |
| Cena Grammy                                                  | 10. února 2019     | Best Song Written for Visual Media                                      | Lady Gaga, Mark Ronson, Anthony Rossomando a Andrew Wyatt za „Shallow“                                | vítězství |
| Chicago Film Critics Association                             | 7. prosince 2018   | nejlepší film                                                           | | nominace  |
| Chicago Film Critics Association                             | 7. prosince 2018   | nejlepší režisér                                                        | Bradley Cooper                                                                                        | nominace  |
| Chicago Film Critics Association                             | 7. prosince 2018   | nejlepší herec v hlavní roli                                            | Bradley Cooper                                                                                        | nominace  |
| Chicago Film Critics Association                             | 7. prosince 2018   | nejlepší herečka v hlavní roli                                          | Lady Gaga                                                                                             | nominace  |
| Chicago Film Critics Association                             | 7. prosince 2018   | nejlepší adaptovaný scénář                                              | Eric Roth, Bradley Cooper a Will Fetters                                                              | nominace  |
| Chicago Film Critics Association                             | 7. prosince 2018   | nejslibnější tvůrce                                                     | Bradley Cooper                                                                                        | nominace  |
| Chicago Film Critics Association                             | 7. prosince 2018   | nejslibnější umělec                                                     | Lady Gaga                                                                                             | nominace  |
| Cinema Audio Society Awards                                  | 16. února 2019     | nejlepší zvuk: film                                                     | Steve A. Morrow, Tom Ozanich, Dean A. Zupancic, Jason Ruder, Thomas O’Connell a Richard Duarte        | nominace  |
| Clio Awards                                                  | 15. listopadu 2018 | nejlepší trailer                                                        | | vítězství |
| Costume Designers Guild Awards                               | 19. února 2019     | nejlepší kostýmy: film (současný)                                       | Erin Benach                                                                                           | nominace  |
| Critics' Choice Movie Awards                                 | 13. ledna 2019     | nejlepší film                                                           | | nominace  |
| Critics' Choice Movie Awards                                 | 13. ledna 2019     | nejlepší herec v hlavní roli                                            | Bradley Cooper                                                                                        | nominace  |
| Critics' Choice Movie Awards                                 | 13. ledna 2019     | nejlepší herečka v hlavní roli                                          | Lady Gaga                                                                                             | vítězství |
| Critics' Choice Movie Awards                                 | 13. ledna 2019     | nejlepší herec ve vedlejší roli                                         | Sam Elliott                                                                                           | nominace  |
| Critics' Choice Movie Awards                                 | 13. ledna 2019     | nejlepší režisér                                                        | Bradley Cooper                                                                                        | nominace  |
| Critics' Choice Movie Awards                                 | 13. ledna 2019     | nejlepší adaptovaný scénář                                              | Eric Roth, Bradley Cooper a Will Fetters                                                              | nominace  |
| Critics' Choice Movie Awards                                 | 13. ledna 2019     | nejlepší kamera                                                         | Matthew Libatique                                                                                     | nominace  |
| Critics' Choice Movie Awards                                 | 13. ledna 2019     | nejlepší střih                                                          | Jay Cassidy                                                                                           | nominace  |
| Critics' Choice Movie Awards                                 | 13. ledna 2019     | nejlepší skladba                                                        | Lady Gaga, Mark Ronson, Anthony Rossomando a Andrew Wyatt za „Shallow“                                | vítězství |
| Dallas–Fort Worth Film Critics Association                   | 17. prosince 2018  | nejlepší film                                                           | | vítězství |
| Dallas–Fort Worth Film Critics Association                   | 17. prosince 2018  | nejlepší režisér                                                        | Bradley Cooper                                                                                        | 2. místo  |
| Dallas–Fort Worth Film Critics Association                   | 17. prosince 2018  | nejlepší herec v hlavní roli                                            | Bradley Cooper                                                                                        | 3. místo  |
| Dallas–Fort Worth Film Critics Association                   | 17. prosince 2018  | nejlepší herečka v hlavní roli                                          | Lady Gaga                                                                                             | 2. místo  |
| Dallas–Fort Worth Film Critics Association                   | 17. prosince 2018  | nejlepší herec ve vedlejší roli                                         | Sam Elliott                                                                                           | 3. místo  |
| Detroit Film Critics Society                                 | 3. prosince 2018   | nejlepší režisér                                                        | Bradley Cooper                                                                                        | nominace  |
| Detroit Film Critics Society                                 | 3. prosince 2018   | nejlepší herec v hlavní roli                                            | Bradley Cooper                                                                                        | nominace  |
| Detroit Film Critics Society                                 | 3. prosince 2018   | nejlepší herečka v hlavní roli                                          | Lady Gaga                                                                                             | nominace  |
| Detroit Film Critics Society                                 | 3. prosince 2018   | nejlepší herec ve vedlejší roli                                         | Sam Elliott                                                                                           | nominace  |
| Detroit Film Critics Society                                 | 3. prosince 2018   | objev roku                                                              | Lady Gaga                                                                                             | nominace  |
| Detroit Film Critics Society                                 | 3. prosince 2018   | nejlepší použití hudby                                                  | | vítězství |
| Directors Guild of America Awards                            | 2. února 2019      | nejlepší režisér: film                                                  | Bradley Cooper                                                                                        | nominace  |
| Directors Guild of America Awards                            | 2. února 2019      | nejlepší režisér: první film                                            | Bradley Cooper                                                                                        | nominace  |
| Dorian Awards                                                | 12. ledna 2019     | nejlepší film                                                           | | nominace  |
| Dorian Awards                                                | 12. ledna 2019     | nejlepší herečka v hlavní roli                                          | Lady Gaga                                                                                             | nominace  |
| Dorian Awards                                                | 12. ledna 2019     | nejlepší herec v hlavní roli                                            | Bradley Cooper                                                                                        | nominace  |
| Dorian Awards                                                | 12. ledna 2019     | nejlepší herec ve vedlejší roli                                         | Sam Elliott                                                                                           | nominace  |
| Dorian Awards                                                | 12. ledna 2019     | umělec roku                                                             | Bradley Cooper                                                                                        | nominace  |
| Dorian Awards                                                | 12. ledna 2019     | umělec roku                                                             | Lady Gaga                                                                                             | nominace  |
| Dublin Film Critics' Circle                                  | 20. prosince 2018  | nejlepší film                                                           | | vítězství |
| Dublin Film Critics' Circle                                  | 20. prosince 2018  | nejlepší herec v hlavní roli                                            | Bradley Cooper                                                                                        | vítězství |
| Dublin Film Critics' Circle                                  | 20. prosince 2018  | nejlepší herečka v hlavní roli                                          | Lady Gaga                                                                                             | vítězství |
| Dublin Film Critics' Circle                                  | 20. prosince 2018  | nejlepší režisér                                                        | Bradley Cooper                                                                                        | 3. místo  |
| Florida Film Critics Circle                                  | 21. prosince 2018  | nejlepší první film                                                     | | nominace  |
| Fryderyk Awards                                              | 12. března 2019    | nejlepší cizojazyčné album                                              | | nominace  |
| Georgia Film Critics Association                             | 12. ledna 2019     | nejlepší film                                                           | | vítězství |
| Georgia Film Critics Association                             | 12. ledna 2019     | nejlepší režisér                                                        | Bradley Cooper                                                                                        | nominace  |
| Georgia Film Critics Association                             | 12. ledna 2019     | nejlepší herec v hlavní roli                                            | Bradley Cooper                                                                                        | nominace  |
| Georgia Film Critics Association                             | 12. ledna 2019     | nejlepší herečka v hlavní roli                                          | Lady Gaga                                                                                             | nominace  |
| Georgia Film Critics Association                             | 12. ledna 2019     | nejlepší herec ve vedlejší roli                                         | Sam Elliott                                                                                           | vítězství |
| Georgia Film Critics Association                             | 12. ledna 2019     | nejlepší adaptovaný scénář                                              | Eric Roth, Bradley Cooper a Will Fetters                                                              | nominace  |
| Georgia Film Critics Association                             | 12. ledna 2019     | nejlepší skladba                                                        | Jason Isbell za „Maybe It's Time“                                                                     | nominace  |
| Georgia Film Critics Association                             | 12. ledna 2019     | nejlepší skladba                                                        | Lady Gaga, Mark Ronson, Anthony Rossomando a Andrew Wyatt za „Shallow“                                | vítězství |
| Georgia Film Critics Association                             | 12. ledna 2019     | Breakthrough Award                                                      | Lady Gaga                                                                                             | nominace  |
| Gold Derby Awards                                            | 20. února 2019     | nejlepší film                                                           | | nominace  |
| Gold Derby Awards                                            | 20. února 2019     | nejlepší režisér                                                        | Bradley Cooper                                                                                        | nominace  |
| Gold Derby Awards                                            | 20. února 2019     | nejlepší herec v hlavní roli                                            | Bradley Cooper                                                                                        | vítězství |
| Gold Derby Awards                                            | 20. února 2019     | nejlepší herečka v hlavní roli                                          | Lady Gaga                                                                                             | nominace  |
| Gold Derby Awards                                            | 20. února 2019     | nejlepší herec ve vedlejší roli                                         | Sam Elliott                                                                                           | nominace  |
| Gold Derby Awards                                            | 20. února 2019     | nejlepší adaptovaný scénář                                              | Eric Roth, Bradley Cooper a Will Fetters                                                              | nominace  |
| Gold Derby Awards                                            | 20. února 2019     | nejlepší kamera                                                         | Matthew Libatique                                                                                     | nominace  |
| Gold Derby Awards                                            | 20. února 2019     | nejlepší střih                                                          | Jay Cassidy                                                                                           | nominace  |
| Gold Derby Awards                                            | 20. února 2019     | nejlepší skladba                                                        | Lady Gaga, Mark Ronson, Anthony Rossomando a Andrew Wyatt za „Shallow“                                | vítězství |
| Gold Derby Awards                                            | 20. února 2019     | nejlepší zvuk                                                           | Steve A. Morrow, Alan Robert Murray, Jason Ruder, Tom Ozanich a Dean A. Zupancic                      | nominace  |
| Gold Derby Awards                                            | 20. února 2019     | nejlepší obsazení                                                       | | nominace  |
| Golden Eagle Award                                           | 27. ledna 2019     | nejlepší cizojazyčný film                                               | | nominace  |
| Golden Tomato Awards                                         | 11. ledna 2019     | nejlepší film                                                           | | 5. místo  |
| Golden Tomato Awards                                         | 11. ledna 2019     | nejlepší režisérský debut                                               | Bradley Cooper                                                                                        | vítězství |
| Golden Tomato Awards                                         | 11. ledna 2019     | nejlepší muzikálový/hudební film                                        | | vítězství |
| Golden Tomato Awards                                         | 11. ledna 2019     | volba fanoušků: Nejoblíbenější film                                     | | 2. místo  |
| Guild of Music Supervisors Awards                            | 13. února 2019     | nejlepší hudební supervize filmu s rozpočtem více než 25 milionů dolarů | Julianne Jordan a Julia Michels                                                                       | vítězství |
| Guild of Music Supervisors Awards                            | 13. února 2019     | nejlepší skladba vytvořená pro film                                     | „Shallow“                                                                                             | vítězství |
| Hollywood Film Awards                                        | 4. listopadu 2018  | nejlepší kamera                                                         | Matthew Libatique                                                                                     | vítězství |
| Hollywood Music in Media Awards                              | 14. listopadu 2018 | nejlepší skladba                                                        | Lady Gaga, Mark Ronson, Anthony Rossomando a Andrew Wyatt za „Shallow“                                | vítězství |
| Hollywood Music in Media Awards                              | 14. listopadu 2018 | nejlepší hudební supervize: film                                        | Julianne Jordan a Julia Michels                                                                       | vítězství |
| Hollywood Music in Media Awards                              | 14. listopadu 2018 | nejlepší soundtrack                                                     | | nominace  |
| Houston Film Critics Society                                 | 3. ledna 2019      | nejlepší film                                                           | | nominace  |
| Houston Film Critics Society                                 | 3. ledna 2019      | nejlepší režisér                                                        | Bradley Cooper                                                                                        | nominace  |
| Houston Film Critics Society                                 | 3. ledna 2019      | nejlepší herec v hlavní roli                                            | Bradley Cooper                                                                                        | nominace  |
| Houston Film Critics Society                                 | 3. ledna 2019      | nejlepší herečka v hlavní roli                                          | Lady Gaga                                                                                             | nominace  |
| Houston Film Critics Society                                 | 3. ledna 2019      | nejlepší skladba                                                        | Lady Gaga, Mark Ronson, Anthony Rossomando a Andrew Wyatt za „Shallow“                                | vítězství |
| iHeartRadio Music Awards                                     | 14. března 2018    | nejlepší skladba, která nás šokovala                                    | „I'll Never Love Again“                                                                               | vítězství |
| IndieWire Critics' Poll                                      | 17. prosince 2018  | nejlepší herec ve vedlejší roli                                         | Sam Elliott                                                                                           | 5. místo  |
| IndieWire Critics' Poll                                      | 17. prosince 2018  | nejlepší první film                                                     | | 4. místo  |
| Los Angeles Online Film Critics Society                      | 9. ledna 2019      | nejlepší film                                                           | | nominace  |
| Los Angeles Online Film Critics Society                      | 9. ledna 2019      | nejlepší herec v hlavní roli                                            | Bradley Cooper                                                                                        | nominace  |
| Los Angeles Online Film Critics Society                      | 9. ledna 2019      | nejlepší herečka v hlavní roli                                          | Lady Gaga                                                                                             | nominace  |
| Los Angeles Online Film Critics Society                      | 9. ledna 2019      | nejlepší herec ve vedlejší roli                                         | Sam Elliott                                                                                           | nominace  |
| Los Angeles Online Film Critics Society                      | 9. ledna 2019      | nejlepší adaptovaný scénář                                              | Eric Roth a Bradley Cooper                                                                            | nominace  |
| Los Angeles Online Film Critics Society                      | 9. ledna 2019      | nejlepší režisér: muž                                                   | Bradley Cooper                                                                                        | nominace  |
| Los Angeles Online Film Critics Society                      | 9. ledna 2019      | nejlepší první film                                                     | Bradley Cooper                                                                                        | nominace  |
| Los Angeles Online Film Critics Society                      | 9. ledna 2019      | objev roku                                                              | Lady Gaga                                                                                             | nominace  |
| Los Angeles Online Film Critics Society                      | 9. ledna 2019      | nejlepší skladba                                                        | „Shallow“                                                                                             | vítězství |
| Make-Up Artists and Hair Stylists Guild Awards               | 16. února 2019     | nejlepší masky: současná doba                                           | Ve Neill, Debbie Zoller a Sarah Tanno                                                                 | vítězství |
| Make-Up Artists and Hair Stylists Guild Awards               | 16. února 2019     | nejlepší účes: současná doba                                            | Lori McCoy-Bell, Joy Zapata a Frederic Aspires                                                        | nominace  |
| Mezinárodní filmový festival Capri Hollywood                 | 2. ledna 2019      | nejlepší skladba                                                        | Lady Gaga, Mark Ronson, Anthony Rossomando a Andrew Wyatt za „Shallow“                                | vítězství |
| Mezinárodní filmový festival Capri Hollywood                 | 2. ledna 2019      | nejlepší střih zvuku                                                    | | vítězství |
| Mezinárodní filmový festival Capri Hollywood                 | 2. ledna 2019      | nejlepší mix zvuku                                                      | | vítězství |
| Mezinárodní filmový festival umění kinematografie Camerimage | 10. listopadu 2018 | Zlatý žabák za nejlepší kameru                                          | Matthew Libatique                                                                                     | nominace  |
| Mezinárodní filmový festival v Palm Springs                  | 3. ledna 2019      | nejlepší režisér                                                        | Bradley Cooper                                                                                        | vítězství |
| Mezinárodní filmový festival v Santa Barbaře                 | 5. února 2019      | Ocenění Virtuosos                                                       | Sam Elliott                                                                                           | vítězství |
| MPSE Golden Reel Awards                                      | 17. února 2019     | nejlepší mix zvuku: film (muzikál)                                      | | nominace  |
| MPSE Golden Reel Awards                                      | 17. února 2019     | nejlepší mix zvuku: film – dialog/ ADR                                  | | nominace  |
| National Board of Review Awards                              | 27. listopadu 2018 | nejlepších deset filmů roku 2018                                        | | vítězství |
| National Board of Review Awards                              | 27. listopadu 2018 | nejlepší herečka v hlavní roli                                          | Lady Gaga                                                                                             | vítězství |
| National Board of Review Awards                              | 27. listopadu 2018 | nejlepší režisér                                                        | Bradley Cooper                                                                                        | vítězství |
| National Board of Review Awards                              | 27. listopadu 2018 | nejlepší herec ve vedlejší roli                                         | Sam Elliott                                                                                           | vítězství |
| New York Film Critics Online Awards                          | 9. prosince 2018   | nejlepších deset filmů roku 2018                                        | | vítězství |
| Online Film Critics Society                                  | 2. ledna 2019      | nejlepší film                                                           | | 10. místo |
| Online Film Critics Society                                  | 2. ledna 2019      | nejlepší herec v hlavní roli                                            | Bradley Cooper                                                                                        | nominace  |
| Online Film Critics Society                                  | 2. ledna 2019      | nejlepší herečka v hlavní roli                                          | Lady Gaga                                                                                             | nominace  |
| Online Film Critics Society                                  | 2. ledna 2019      | nejlepší režisérský debut                                               | Bradley Cooper                                                                                        | nominace  |
| Online Film Critics Society                                  | 2. ledna 2019      | nejlepší původní písně                                                  | | vítězství |
| Oscar                                                        | 24. února 2019     | nejlepší film                                                           | | nominace  |
| Oscar                                                        | 24. února 2019     | nejlepší herec v hlavní roli                                            | Bradley Cooper                                                                                        | nominace  |
| Oscar                                                        | 24. února 2019     | nejlepší herečka v hlavní roli                                          | Lady Gaga                                                                                             | nominace  |
| Oscar                                                        | 24. února 2019     | nejlepší herec ve vedlejší roli                                         | Sam Elliott                                                                                           | nominace  |
| Oscar                                                        | 24. února 2019     | nejlepší adaptovaný scénář                                              | Eric Roth, Bradley Cooper a Will Fetters                                                              | nominace  |
| Oscar                                                        | 24. února 2019     | nejlepší kamera                                                         | Matthew Libatique                                                                                     | nominace  |
| Oscar                                                        | 24. února 2019     | nejlepší mix zvuku                                                      | Tom Ozanich, Dean A. Zupancic, Jason Ruder a Steve A. Morrow                                          | nominace  |
| Oscar                                                        | 24. února 2019     | nejlepší skladba                                                        | Lady Gaga, Mark Ronson, Anthony Rossomando a Andrew Wyatt za „Shallow“                                | vítězství |
| Producers Guild of America Awards                            | 19. ledna 2019     | nejlepší producent: film                                                | Bill Gerber, Bradley Cooper a Lynette Howell Taylor                                                   | nominace  |
| Robert Awards                                                | 3. února 2019      | nejlepší film                                                           | | nominace  |
| San Diego Film Critics Society                               | 10. prosince 2018  | nejlepší herečka v hlavní roli                                          | Lady Gaga                                                                                             | nominace  |
| San Diego Film Critics Society                               | 10. prosince 2018  | nejlepší herec ve vedlejší roli                                         | Sam Elliott                                                                                           | nominace  |
| San Diego Film Critics Society                               | 10. prosince 2018  | nejlepší použití hudby ve filmu                                         | | nominace  |
| San Francisco Film Critics Circle                            | 9. prosince 2018   | nejlepší herečka v hlavní roli                                          | Lady Gaga                                                                                             | nominace  |
| Satellite Awards                                             | 17. února 2019     | nejlepší film (komedie/muzikál)                                         | | vítězství |
| Satellite Awards                                             | 17. února 2019     | nejlepší režisér                                                        | Bradley Cooper                                                                                        | nominace  |
| Satellite Awards                                             | 17. února 2019     | nejlepší herec v hlavní roli (komedie/muzikál)                          | Bradley Cooper                                                                                        | nominace  |
| Satellite Awards                                             | 17. února 2019     | nejlepší herečka v hlavní roli (komedie/muzikál)                        | Lady Gaga                                                                                             | nominace  |
| Satellite Awards                                             | 17. února 2019     | nejlepší herec ve vedlejší roli                                         | Sam Elliott                                                                                           | nominace  |
| Satellite Awards                                             | 17. února 2019     | nejlepší adaptovaný scénář                                              | Eric Roth a Bradley Cooper                                                                            | nominace  |
| Satellite Awards                                             | 17. února 2019     | nejlepší stiřh                                                          | Jay Cassidy                                                                                           | nominace  |
| Satellite Awards                                             | 17. února 2019     | nejlepší kamera                                                         | Matthew Libatique                                                                                     | vítězství |
| Satellite Awards                                             | 17. února 2019     | nejlepší skladba                                                        | Lady Gaga, Mark Ronson, Anthony Rossomando a Andrew Wyatt za „Shallow“                                | vítězství |
| Satellite Awards                                             | 17. února 2019     | nejlepší kostýmy                                                        | Erin Benach                                                                                           | nominace  |
| Satellite Awards                                             | 17. února 2019     | nejlepší zvuk                                                           | | nominace  |
| Screen Actors Guild Awards                                   | 27. ledna 2019     | nejlepší obsazení                                                       | Dave Chappelle, Andrew Dice Clay, Bradley Cooper, Sam Elliott, Rafi Gavron, Lady Gaga a Anthony Ramos | nominace  |
| Screen Actors Guild Awards                                   | 27. ledna 2019     | nejlepší herec v hlavní roli                                            | Bradley Cooper                                                                                        | nominace  |
| Screen Actors Guild Awards                                   | 27. ledna 2019     | nejlepší herečka v hlavní roli                                          | Lady Gaga                                                                                             | nominace  |
| Screen Actors Guild Awards                                   | 27. ledna 2019     | nejlepší herec ve vedlejší roli                                         | Sam Elliott                                                                                           | nominace  |
| Seattle Film Critics Society                                 | 17. prosince 2018  | nejlepší film                                                           | | nominace  |
| Seattle Film Critics Society                                 | 17. prosince 2018  | nejlepší režisér                                                        | Bradley Cooper                                                                                        | nominace  |
| Seattle Film Critics Society                                 | 17. prosince 2018  | nejlepší herec v hlavní roli                                            | Bradley Cooper                                                                                        | nominace  |
| Seattle Film Critics Society                                 | 17. prosince 2018  | nejlepší herečka v hlavní roli                                          | Lady Gaga                                                                                             | nominace  |
| Society of Camera Operators                                  | 26. ledna 2019     | nejlepší operátor kamery                                                | P. Scott Sakamoto                                                                                     | vítězství |
| St. Louis Film Critics Association                           | 16. prosince 2018  | nejlepší film                                                           | | vítězství |
| St. Louis Film Critics Association                           | 16. prosince 2018  | nejlepší režisér                                                        | Bradley Cooper                                                                                        | nominace  |
| St. Louis Film Critics Association                           | 16. prosince 2018  | nejlepší herec v hlavní roli                                            | Bradley Cooper                                                                                        | nominace  |
| St. Louis Film Critics Association                           | 16. prosince 2018  | nejlepší herečka v hlavní roli                                          | Lady Gaga                                                                                             | 2. místo  |
| St. Louis Film Critics Association                           | 16. prosince 2018  | nejlepší adaptovaný scénář                                              | Eric Roth, Bradley Cooper a Will Fetters                                                              | nominace  |
| St. Louis Film Critics Association                           | 16. prosince 2018  | nejlepší kamera                                                         | Matthew Libatique                                                                                     | nominace  |
| St. Louis Film Critics Association                           | 16. prosince 2018  | nejlepší střih                                                          | Jay Cassidy                                                                                           | nominace  |
| St. Louis Film Critics Association                           | 16. prosince 2018  | nejlepší soundtrack                                                     | | nominace  |
| Utah Film Critics Association                                | 16. prosince 2018  | nejlepší herečka v hlavní roli                                          | Lady Gaga                                                                                             | 2. místo  |
| Washington D.C. Area Film Critics Association                | 3. prosince 2018   | nejlepší film                                                           | | nominace  |
| Washington D.C. Area Film Critics Association                | 3. prosince 2018   | nejlepší režisér                                                        | Bradley Cooper                                                                                        | nominace  |
| Washington D.C. Area Film Critics Association                | 3. prosince 2018   | nejlepší herec v hlavní roli                                            | Bradley Cooper                                                                                        | vítězství |
| Washington D.C. Area Film Critics Association                | 3. prosince 2018   | nejlepší herečka v hlavní roli                                          | Lady Gaga                                                                                             | vítězství |
| Washington D.C. Area Film Critics Association                | 3. prosince 2018   | nejlepší herec ve vedlejší roli                                         | Sam Elliott                                                                                           | nominace  |
| Washington D.C. Area Film Critics Association                | 3. prosince 2018   | nejlepší adaptovaný scénář                                              | Eric Roth, Bradley Cooper a Will Fetters                                                              | nominace  |
| Washington D.C. Area Film Critics Association                | 3. prosince 2018   | nejlepší kamera                                                         | Matthew Libatique                                                                                     | nominace  |
| Washington D.C. Area Film Critics Association                | 3. prosince 2018   | nejlepší střih                                                          | Jay Cassidy                                                                                           | nominace  |
| Women Film Critics Circle                                    | 11. prosince 2018  | nejlepší pár                                                            | Bradley Cooper a Lady Gaga                                                                            | nominace  |
| Writers Guild of America Awards                              | 17. února 2019     | nejlepší adaptovaný scénář                                              | Eric Roth, Bradley Cooper a Will Fetters                                                              | nominace  |
| Zlatý glóbus                                                 | 6. ledna 2019      | nejlepší film (drama)                                                   | | nominace  |
| Zlatý glóbus                                                 | 6. ledna 2019      | nejlepší režisér                                                        | Bradley Cooper                                                                                        | nominace  |
| Zlatý glóbus                                                 | 6. ledna 2019      | nejlepší herec v hlavní roli (drama)                                    | Bradley Cooper                                                                                        | nominace  |
| Zlatý glóbus                                                 | 6. ledna 2019      | nejlepší herečka v hlavní roli (drama)                                  | Lady Gaga                                                                                             | nominace  |
| Zlatý glóbus                                                 | 6. ledna 2019      | nejlepší skladba                                                        | Lady Gaga, Mark Ronson, Anthony Rossomando a Andrew Wyatt za „Shallow“                                | vítězství |